# Communauté de communes Agly Fenouillèdes
La communauté de communes Agly Fenouillèdes est une communauté de communes française, située dans le département des Pyrénées-Orientales et la région Occitanie.

## Historique
Elle est créée par un arrêté du 20 décembre 1996 avec effet au 31 décembre 1996.
Le 1er janvier 2014, la commune de Prats-de-Sournia intègre la communauté de communes.

## Territoire communautaire

### Composition
Elle est composée des 24 communes suivantes :

| Nom                              | Code Insee | Gentilé        | Superficie (km2) | Population (dernière pop. légale) | Densité (hab./km2) |
| -------------------------------- | ---------- | -------------- | ---------------- | --------------------------------- | ------------------ |
| Saint-Paul-de-Fenouillet (siège) | 66187      | Saint-Paulais  | 43,9             | 1 740 (2022)                      | 40                 |
| Ansignan                         | 66006      | Ansignanais    | 7,84             | 168 (2022)                        | 21                 |
| Campoussy                        | 66035      | Campoussynois  | 17,04            | 42 (2022)                         | 2,5                |
| Caramany                         | 66039      | Caramagnols    | 14               | 130 (2022)                        | 9,3                |
| Caudiès-de-Fenouillèdes          | 66046      | Caudièsiens    | 36,45            | 585 (2022)                        | 16                 |
| Feilluns                         | 66076      | Fellunois      | 6,61             | 60 (2022)                         | 9,1                |
| Fenouillet                       | 66077      | Fénolhetencs   | 18,76            | 96 (2022)                         | 5,1                |
| Fosse                            | 66083      | Fossans        | 4,43             | 46 (2022)                         | 10                 |
| Lansac                           | 66092      | Lansacois      | 5,2              | 91 (2022)                         | 18                 |
| Latour-de-France                 | 66096      | Tourils        | 13,94            | 1 044 (2022)                      | 75                 |
| Lesquerde                        | 66097      | Lesquerdais    | 15,67            | 142 (2022)                        | 9,1                |
| Maury                            | 66107      | Maurynois      | 34,63            | 780 (2022)                        | 23                 |
| Pézilla-de-Conflent              | 66139      | Pézillanais    | 6,85             | 37 (2022)                         | 5,4                |
| Planèzes                         | 66143      | Planesols      | 6,16             | 96 (2022)                         | 16                 |
| Prats-de-Sournia                 | 66151      | Pratois        | 8,01             | 77 (2022)                         | 9,6                |
| Prugnanes                        | 66152      | Prugnanols     | 13,51            | 97 (2022)                         | 7,2                |
| Rabouillet                       | 66156      | Rabouillettois | 19,21            | 87 (2022)                         | 4,5                |
| Rasiguères                       | 66158      | Rasiguérans    | 13,72            | 166 (2022)                        | 12                 |
| Saint-Arnac                      | 66169      | Saint-Arnacois | 6,6              | 101 (2022)                        | 15                 |
| Saint-Martin-de-Fenouillet       | 66184      |                | 10,72            | 48 (2022)                         | 4,5                |
| Sournia                          | 66198      | Sourniannais   | 29,99            | 480 (2022)                        | 16                 |
| Trilla                           | 66216      | Trillanais     | 8,96             | 77 (2022)                         | 8,6                |
| Vira                             | 66232      | Virains        | 12,96            | 28 (2022)                         | 2,2                |
| Le Vivier                        | 66234      | Viviérols      | 12,9             | 66 (2022)                         | 5,1                |

### Démographie
| 1968  | 1975  | 1982  | 1990  | 1999  | 2008  | 2013  | 2018  |
| ----- | ----- | ----- | ----- | ----- | ----- | ----- | ----- |
| 8 430 | 7 448 | 7 108 | 6 528 | 6 152 | 6 662 | 6 730 | 6 412 |

## Administration

### Siège
Le siège de la communauté de communes est situé à Saint-Paul-de-Fenouillet.

### Les élus
Le conseil communautaire de la communauté de communes se compose de 41 conseillers , représentant chacune des communes membres et élus pour une durée de six ans.
Ils sont répartis comme suit :
| Nombre de conseillers | Communes                       |
| --------------------- | ------------------------------ |
| 9                     | Saint-Paul-de-Fenouillet       |
| 5                     | Latour-de-France               |
| 3                     | Caudiès-de-Fenouillèdes, Maury |
| 2                     | Sournia                        |
| 1 (+1 suppléant)      | les 19 autres communes         |

### Présidence
| Période                                  | Période  | Identité        | Étiquette | Qualité                  |
| ---------------------------------------- | -------- | --------------- | --------- | ------------------------ |
| Les données manquantes sont à compléter. |          |                 |           |                          |
|                                          |          |                 |           |                          |
|                                          | En cours | Charles Chivilo | MR        | Maire de Maury (2001 → ) |

### Compétences
La Communauté de Communes Agly-Fenouillèdes exerce les compétences suivantes (mise à jour le 19 février 2014 - 20e modification des statuts) :
- Aménagement de l'espace
- Action de Développement économique d'intérêt communautaire
- Politique du logement et du cadre de vie
- Action sociale d'intérêt communautaire
- Aménagement et entretien de la voirie
- Protection et mise en valeur de l'environnement
- Coopération publique
- Restauration scolaire
- Tourisme
- Fourrière animale.

### Régime fiscal et budget
Le régime fiscal de la communauté de communes est la fiscalité professionnelle unique (FPU).